# Charles W. Henney
Charles William Francis Henney (Dunlap, 2 de febrero de 1884 - Portage, 16 de noviembre de 1969) fue un médico y político estadounidense. Se desempeñó como miembro de la Cámara de representantes de Estados Unidos por Wisconsin.

## Biografía
Nacido cerca de Dunlap, Iowa Henney fue al Denison Normal and Business College y luego enseñó en la escuela en el condado de Crawford, Iowa. Luego recibió su título en farmacia de Norfolk Normal School y su título de médico de en la Universidad del Noroeste. Henney luego ejerció la medicina en Chicago, Illinois y luego en Portage, Wisconsin.
Representó al segundo distrito del Congreso de Wisconsin en el 73 ° Congreso de los Estados Unidos . También fue elector presidencial en 1948. Falleció en Portage.